# Río Claro
Río Claro est la capitale de la paroisse civile de Juárez dans la municipalité d'Iribarren dans l'État de Lara au Venezuela.

## Géographie

### Transports
La ville est reliée à Barquisimeto, capitale de l'État de Lara par la voie Local 4, dite également « via Río Claro ».